# Lamorne Morris
Pour les articles homonymes, voir Morris.
Lamorne Morris est un acteur américain né le 14 août 1983 à Chicago dans l'Illinois. Il est connu pour son rôle de Winston dans la série à succès New Girl avec Zooey Deschanel.

## Biographie
Lamorne Morris est originaire de Chicago et a fréquenté le Collège de DuPage dans l'Illinois, où il a étudié l'art dramatique avec une bourse Chris Farley Memorial. En 2003, il commence à jouer au théâtre The Second City Improv.
En 2006, il s'installe à New York, où il joue au Théâtre "Citizens Brigade Montant" et à "The Pit".
En 2008, il déménage à Los Angeles pour poursuivre le cinéma et la télévision.
Ses crédits incluent de nombreuses publicités nationales.
En 2013, Lamorne est annoncé comme potentiel pré-nommés des Golden Globes mais ne sera finalement pas nommé.
En 2015, Il rejoint le casting du film BarberShop aux côtés de Nicki Minaj et Utkarsh Ambudkar.
En janvier 2016, il annonce avoir le projet de réaliser un film avec son co-star de New Girl, Jake Johnson.
En 2024, Lamorne Morris recoit l'Emmy du meilleur second rôle masculin dans la mini-série Fargo au Emmy Awards 2024

## Vie privée

### Famille
Il a une fille née en 2021 appelée Lily.

### Autres
Lamorne est passionné des jeux de cartes/Casinos et plus précisément de Poker.
La meilleure amie de Lamorne est sa co-star Hannah Simone.

## Filmographie

### Télévision
- 2011 : The Middle (série TV) : le vendeur (saison 2, épisode 20)
- 2012-2018 : New Girl (série TV) : Winston Bishop
- 2013 : Mon Père Noël secret (Dear Secret Santa) (TV) : Jack
- 2023 : Fargo : North Dakota Deputy Witt Farr
- 2023 : Unstable : Peter
- En Production : Spider-Noir crée par Oren Uziel (en) et Steve Lightfoot : Joseph « Robbie » Robertson

### Cinéma
- 2016 : Barbershop 3 de Malcolm D. Lee : Jerrod
- 2017: Sandy Wexler: Bling
- 2018 : Game Night de John Francis Daley et Jonathan Goldstein : Kevin
- 2018 : Les Chroniques de Noël : Jameson
- 2019 : Yesterday de Danny Boyle : le chef du marketing du label
- 2019 : Jumanji: Next Level de Jake Kasdan : le chauffagiste (caméo)
- 2020 : Bloodshot de Dave Wilson : Wilfred Wigans
- 2020 : Desperados de LP
- 2020 : Eat Wheaties! de Scott Abramovitch
- 2024 : Saturday Night de Jason Reitman : Garrett Morris

## Sorties/événements
En 2012, il anime les Do Something Awards avec ses co-stars Max Greenfield et Jake Johnson.
En 2014, il est présent lors de la soirée des Golden Globes avec ses co-stars Hannah Simone et Max Greenfield.
En 2015, il remet un trophée à l'actrice Tracey Ellis Ross lors des NAACP Awards avec Hannah Simone.
En 2015, il assiste à un défilé à la Fashion Week de New York pour soutenir sa co-star Hannah Simone qui doit défiler dans une tenue signée de la styliste Monique Huillier.

## Distinctions

### Récompenses
- Emmy Awards 2024 : Meilleur acteur dans un second rôle dans une mini-série ou un téléfilm pour Fargo

### Nominations
- Teen Choice Awards 2012 :  la révélation masculine de l'année à la télévision pour New Girl